# Giò Ponti
Giovanni (Giò) Ponti (Milaan, 18 november 1891 – aldaar, 16 september 1979) was een Italiaanse architect, schrijver en industrieel ontwerper.
Hij ontwierp meubels, gebruiksvoorwerpen en gebouwen, zoals onder andere de Pirellitoren in Milaan, het Palazzo Liviano in Padua en het warenhuis van De Bijenkorf in Eindhoven.

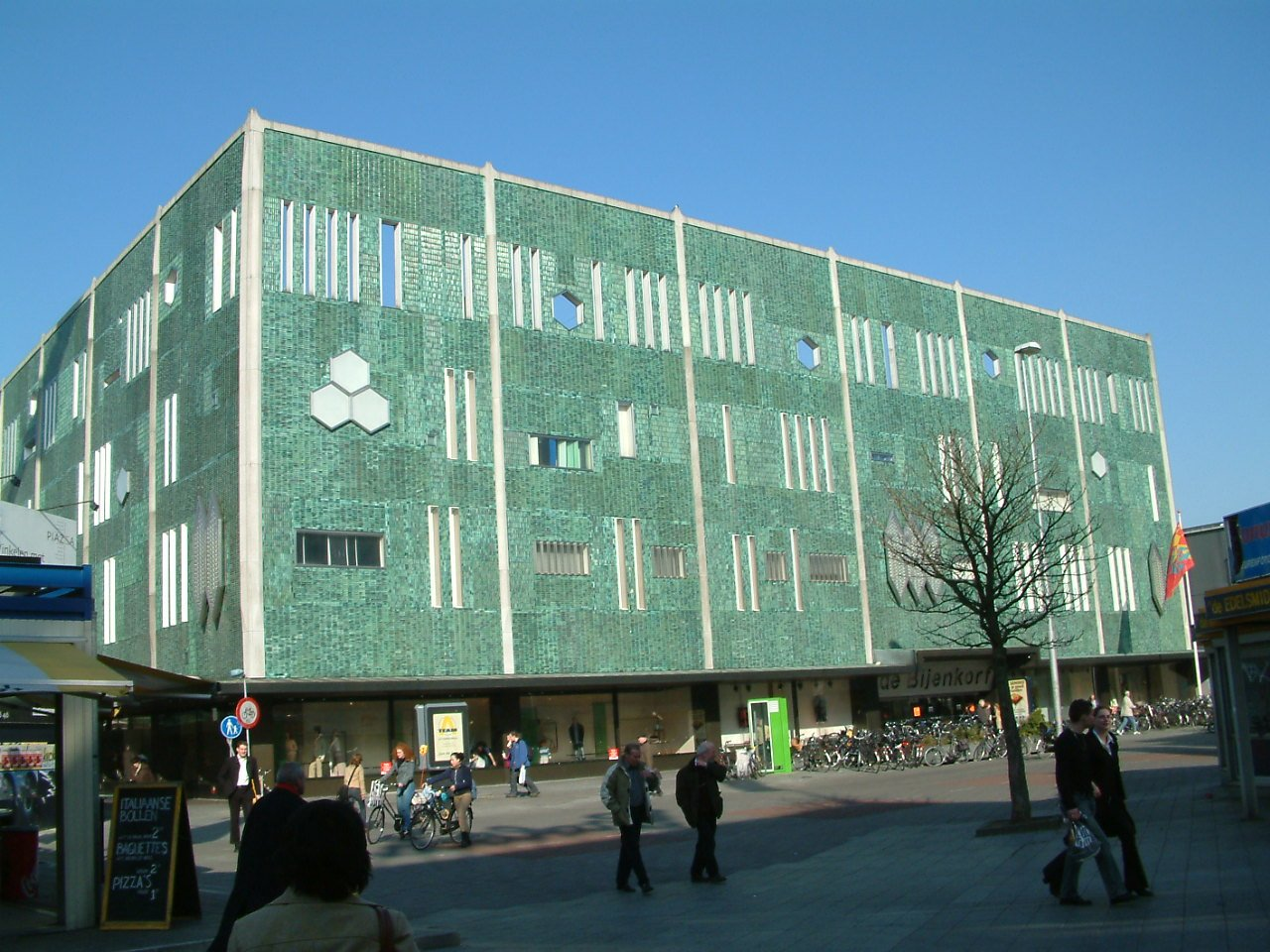
De Bijenkorf in Eindhoven, ontworpen door Giò Ponti
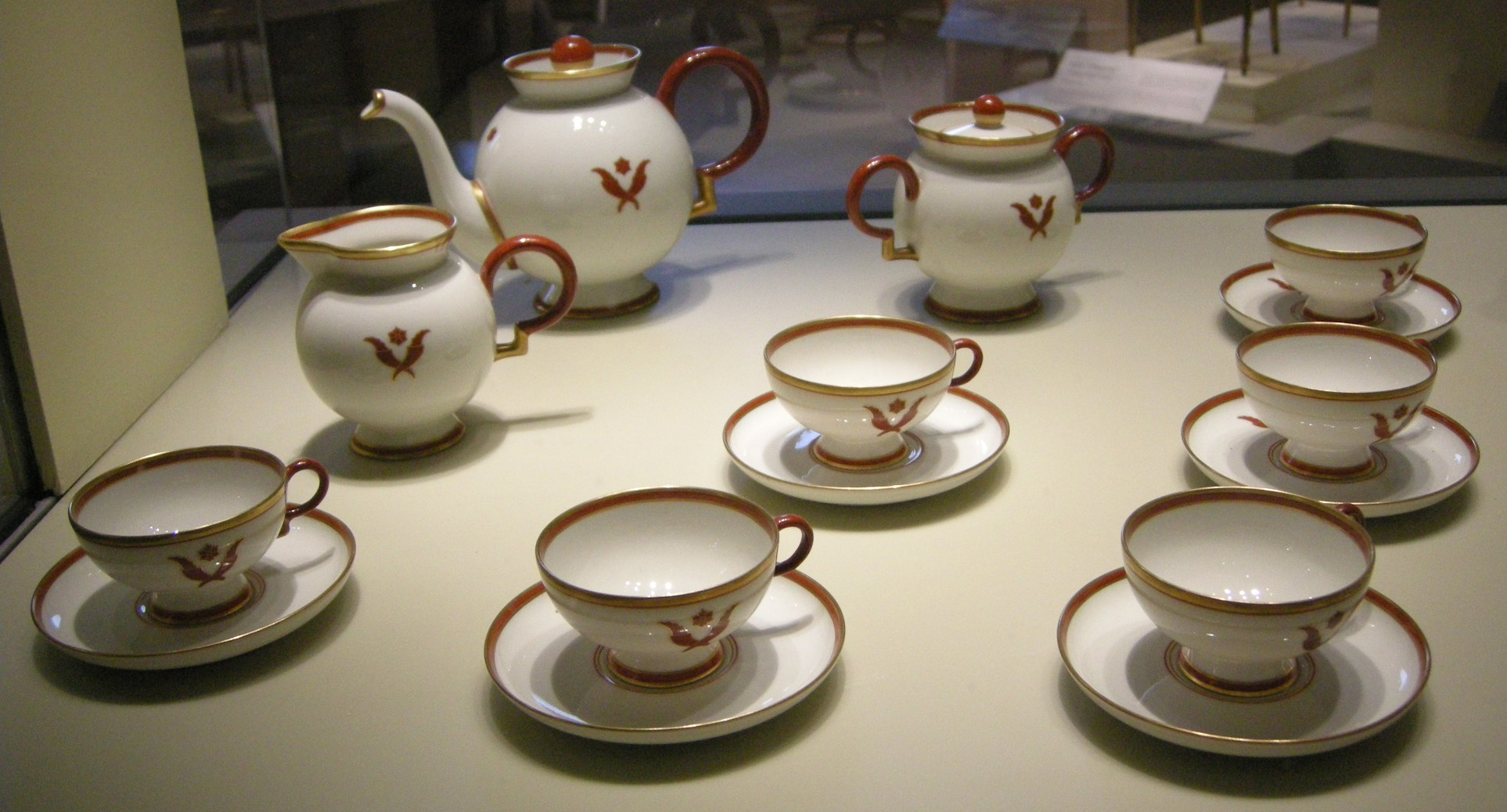
Een koffieservies, ontworpen door Giò Ponti